# Церква Святої Ріпсіме
Церква Святої Ріпсіме (вірм. Սուրբ Հռիփսիմէի եկեղեցի) — розташована в місті Вагаршапат, марз (область) Армавір, Вірменія. Входить до списку Світової спадщини ЮНЕСКО і є частиною Ечміадзинського монастиря.

## Історія
Церква побудована в 618 році на місці давнього язичницького капища, де була замучена і вбита Свята Ріпсіме. У 301 році до Вірменії прийшли 37 дівчат-християнок, які на чолі з настоятелькою Гаяне жили в монастирі Святого Павла. Одна з них, Ріпсіме, полонила своєю красою римського імператора і, не побажавши стати його дружиною, разом з подругами сховалася в Олександрії. Легенда свідчить, що в дівчат було явлення Богоматері, яка вказала їм шлях до Вірменії. Вірменський цар Трдат III, дізнавшись про те, що трапилося з дівчатами в Римі, сам побажав узяти в дружини Ріпсіме. Її, разом із Гаяне привели в царський палац. Цар хотів заволодіти Ріпсіме, але відмова діви, яка заявила, що вона належить лише Христу, привела Трдата III в лють. Він наказав вбити всіх 37 дівчат-християнок. Після страти, Трдат став одержимий бісами. Але від безумства його зцілив Григорій Просвітитель, після чого, повіривши у силу віри християнської, Трдат III хрестився, хрестив народ і проголосив християнство державною релігією у Вірменії.
Григорію ж наснився сон, у якому Ісус Христос показав йому місце для будівництва храму. Так виник ечміадзинський монастир і одна з його складових частин — церква Святої Ріпсіме.

## Галерея

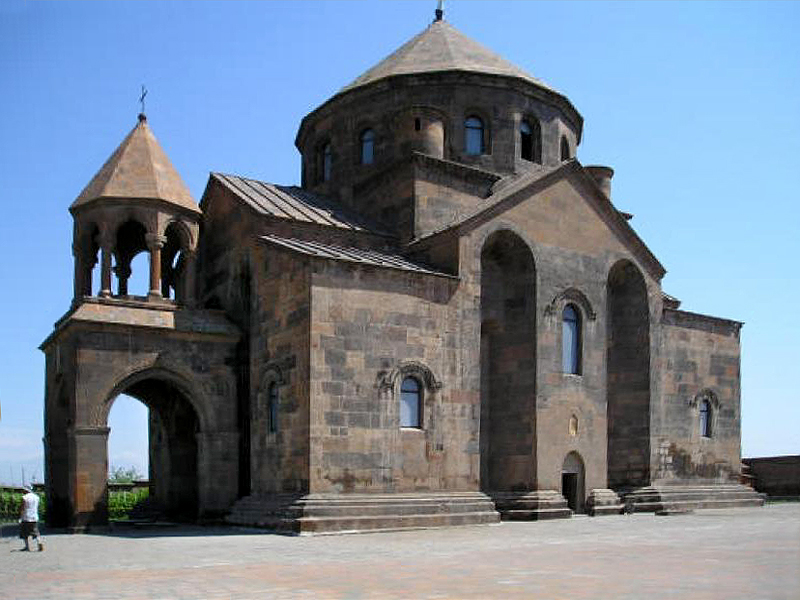
Загальний вигляд
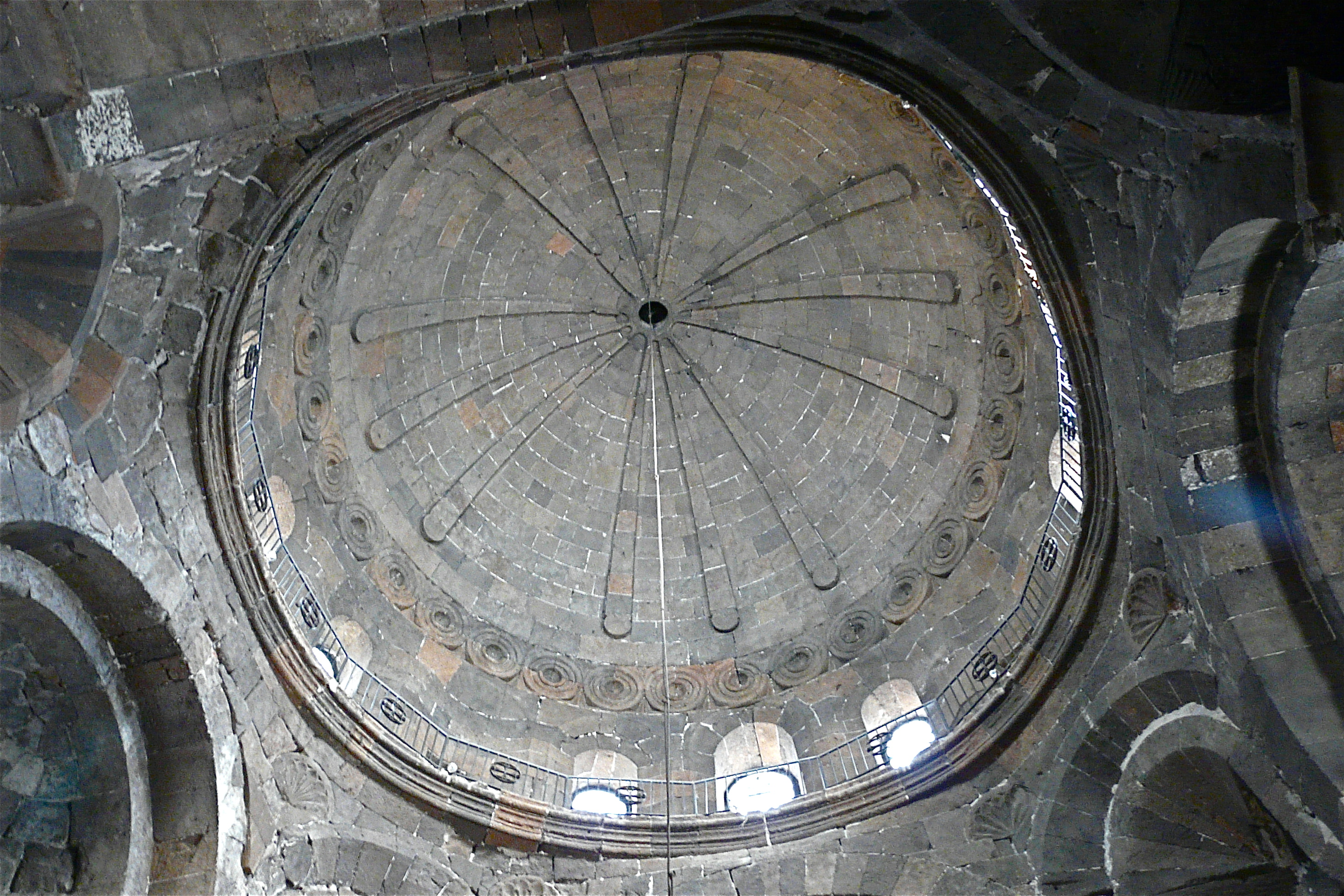
Купол
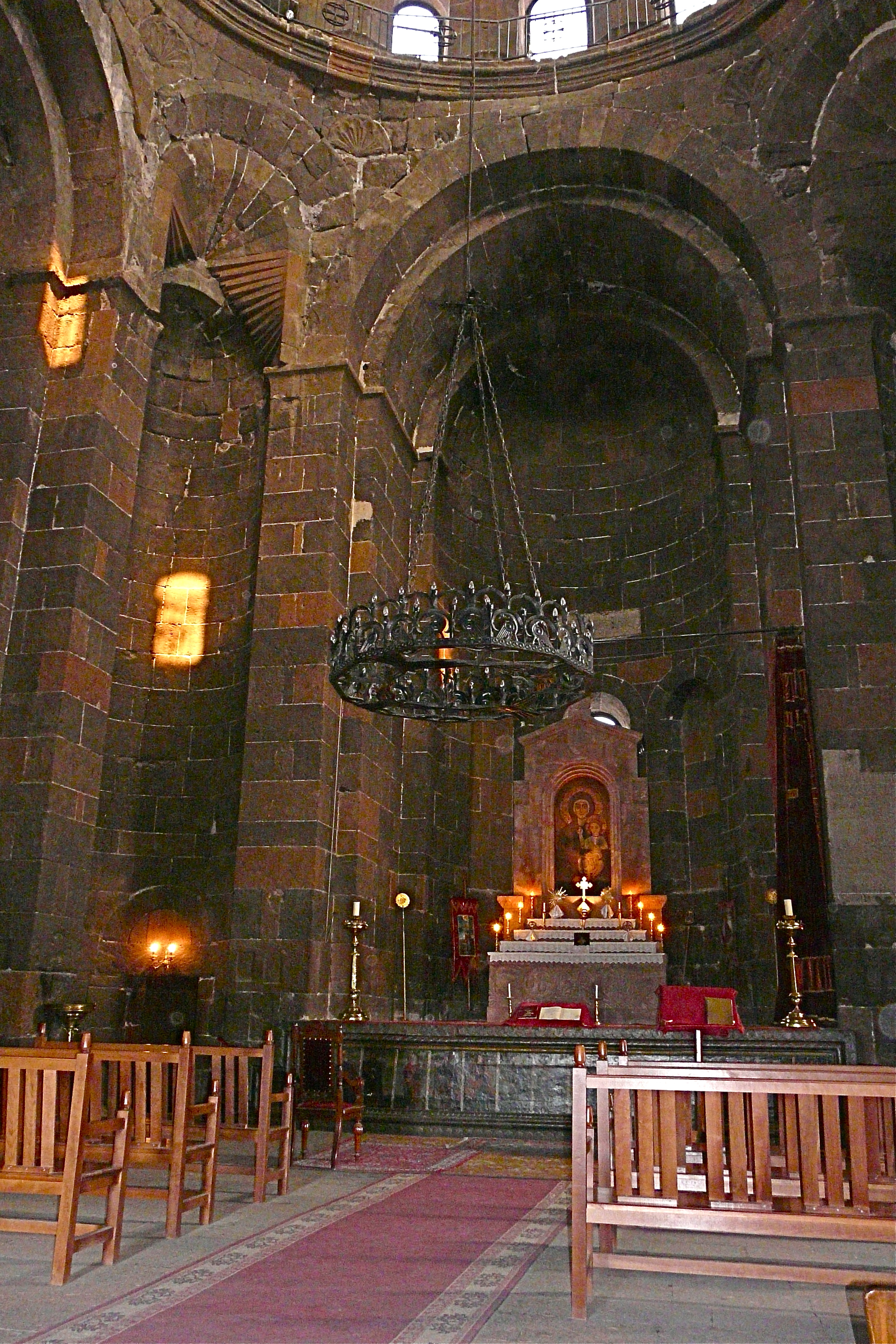
Вівтар
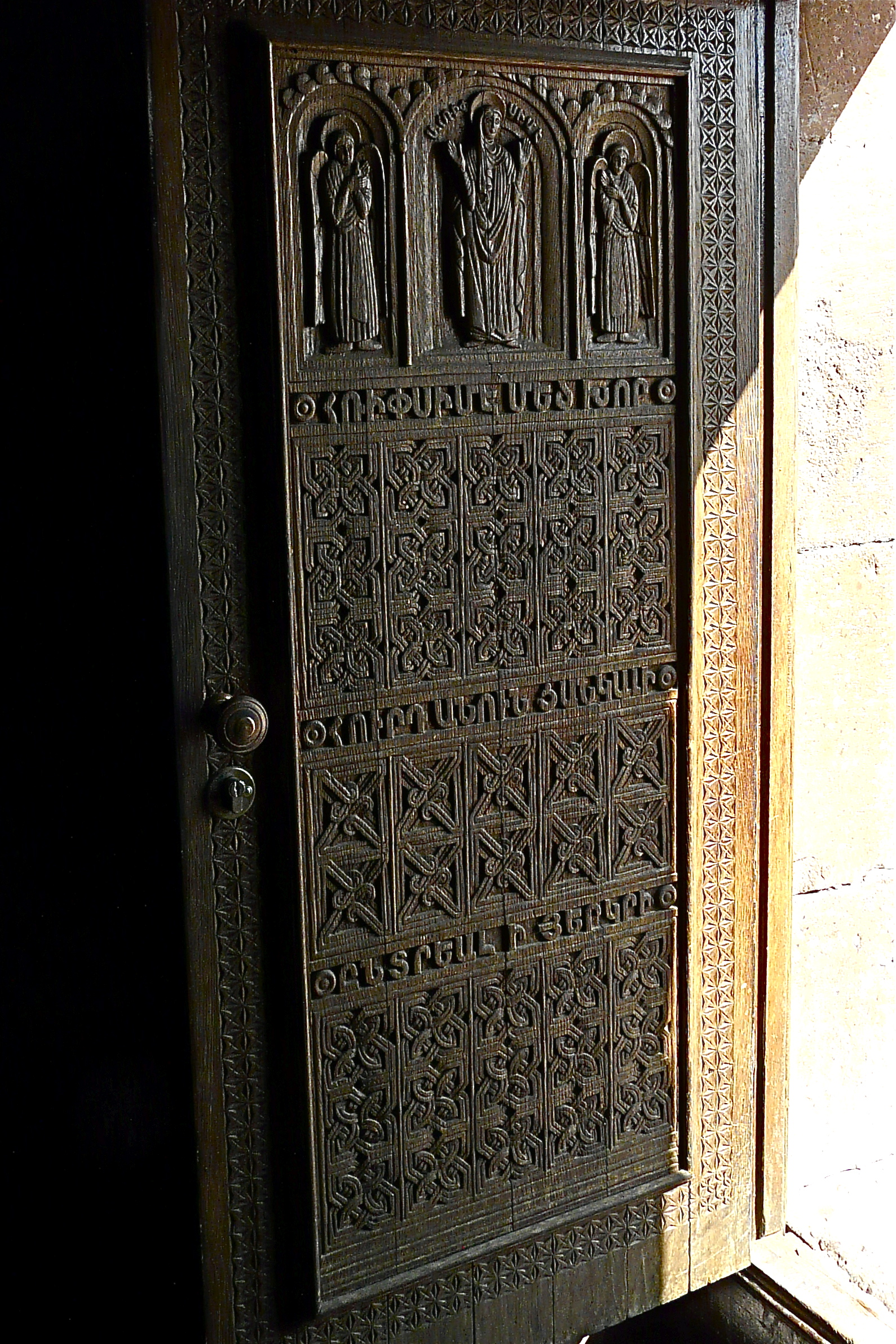
Рельєфи на одній із дверей церкви